# معهد الأمم المتحدة لبحوث التنمية الاجتماعية
معهد الأمم المتحدة لبحوث التنمية الاجتماعية (بالإنجليزية: United Nations Research Institute for Social Development)‏ واختصاراً UNRISD هو «معهد أبحاث مستقل يتبع الأمم المتحدة يتولى إجراء البحوث متعددة التخصصات وتحليل السياسات بشأن الأبعاد الاجتماعية لقضايا التنمية المعاصرة». تأسس معهد الأمم المتحدة لبحوث التنمية الاجتماعية في عام 1963 بتفويض بإجراء البحوث ذات الصلة بالسياسات في مجال التنمية الاجتماعية والتي لها صلة بعمل الأمانة العامة للأمم المتحدة واللجان الإقليمية والوكالات المتخصصة والمؤسسات الوطنية.
يقوم فريق صغير من الباحثين بتنسيق برامج أبحاث المعهد، والتي تركز بشكل أساسي على العالم النامي، بالتعاون مع فرق البحث الوطنية من الجامعات ومعاهد البحوث المحلية. يأخذ عمل المعهد منهجاً كلياً ومتعدد التخصصات في الاقتصاد السياسي. يتيح موقع المعهد في مكتب الأمم المتحدة في جنيف للباحثين الوصول إلى قنوات التأثير في السياسات من خلال المشاركة الفعالة في الأحداث والاجتماعات والمؤتمرات ومجموعات العمل.

## روابط خارجية
- الموقع الرسمي